# 山梨学院小学校
山梨学院小学校（やまなしがくいんしょうがっこう、英: Yamanashi Gakuin Elementary School）は、山梨県甲府市酒折一丁目にある私立小学校である。略称はYGES、山梨学院大学の附属学校。

## 概要

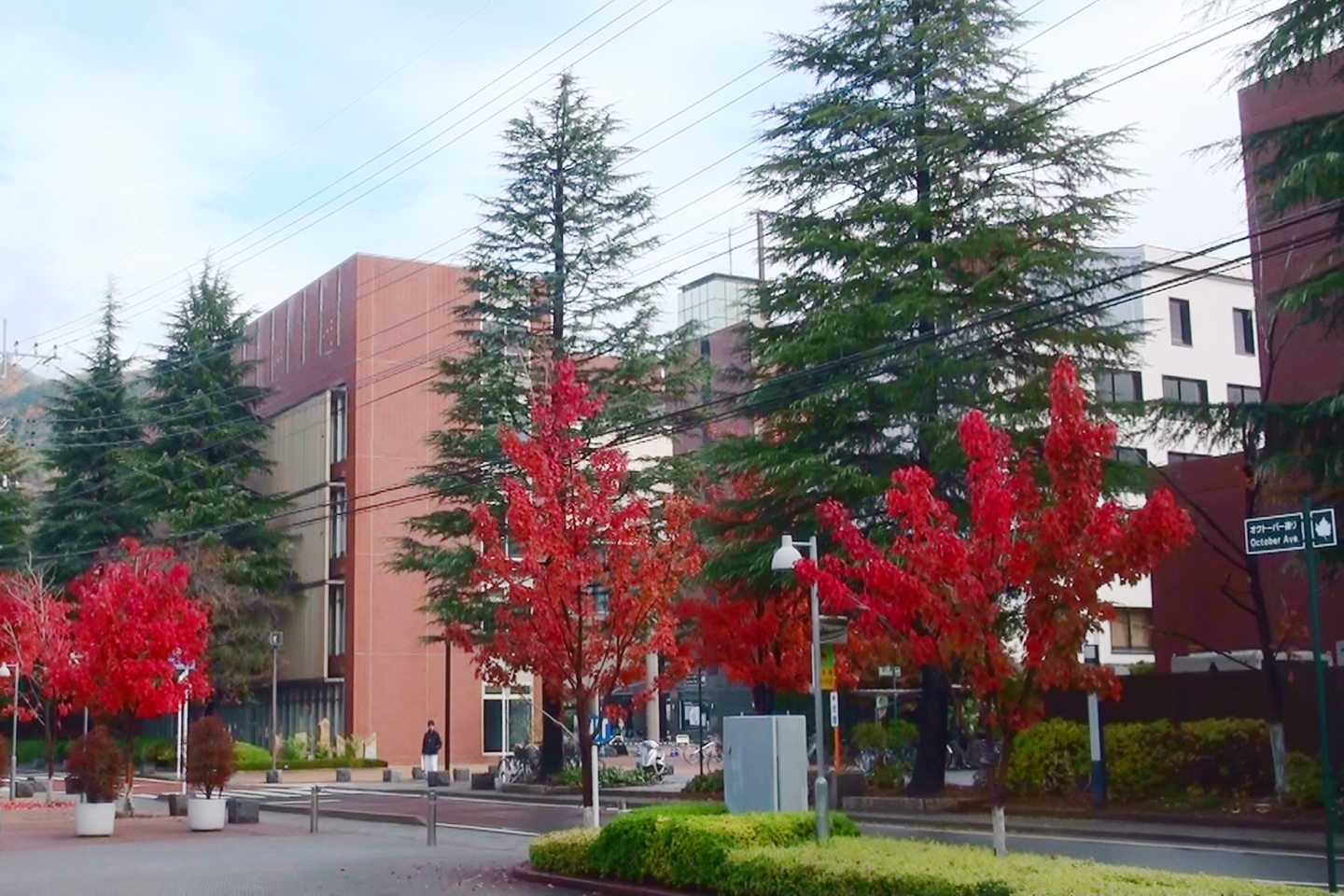
正門前のオクトーバー通り、オクトーバーグローリー（October Glory）の紅葉（2010年11月撮影）

学校法人山梨学院により設置された山梨学院大学系列の小学校である。
甲府市東部に所在する同大学キャンパスの西側を南北に走る、オクトーバー通りを挟んだ大学に隣接した位置に立地する。
2004年（平成16年）に開校した比較的新しい私立小学校であるが、2006年度（平成18年度）より3年間にわたり、山梨県の小学校では初の、私立小学校単独としても全国初 となる文部科学省研究開発学校の指定を受け、2013年度（平成25年度）より再度「科学的リテラシー」教育課程、指導方法および評価方法による研究開発学校の指定を受けている。また、後述する学校外部からの教育学者による客員研究員をメンバーとした「学習カリキュラムセンター」を設置しているなど、独自の教育カリキュラムを実践している。

## 沿革

### 経緯
同校の前身は1957年（昭和32年）に設置開校された『山梨学院短期大学附属小学校』であるが、昭和30年代当時の甲府あたりでは私立小学校への理解、認識等は難しく、同短期大学附属小学校は1961年（昭和36年）に児童募集を停止した経緯 がある。
学校法人山梨学院は創設以来、幼稚園、短期大学、高等学校、大学、大学院、中学校と、学校体系一貫の構築を順次進めていったが、最後まで未設置のまま残っていたのが小学校であった。2004年（平成16年）4月、改めて『山梨学院大学附属小学校』として新規設置開校し、一期生が6年生になった5年後の2009年（平成21年）4月、学校法人積年の念願である学校体系一貫を完成させ、同大学キャンパス内に『学校体系一貫完成記念碑』が建てられた。
開校から12年目の2016年4月1日、系列する幼稚園、中学校、高等学校とともに名称変更が行われ、校名が『山梨学院小学校』となった。

### 年表

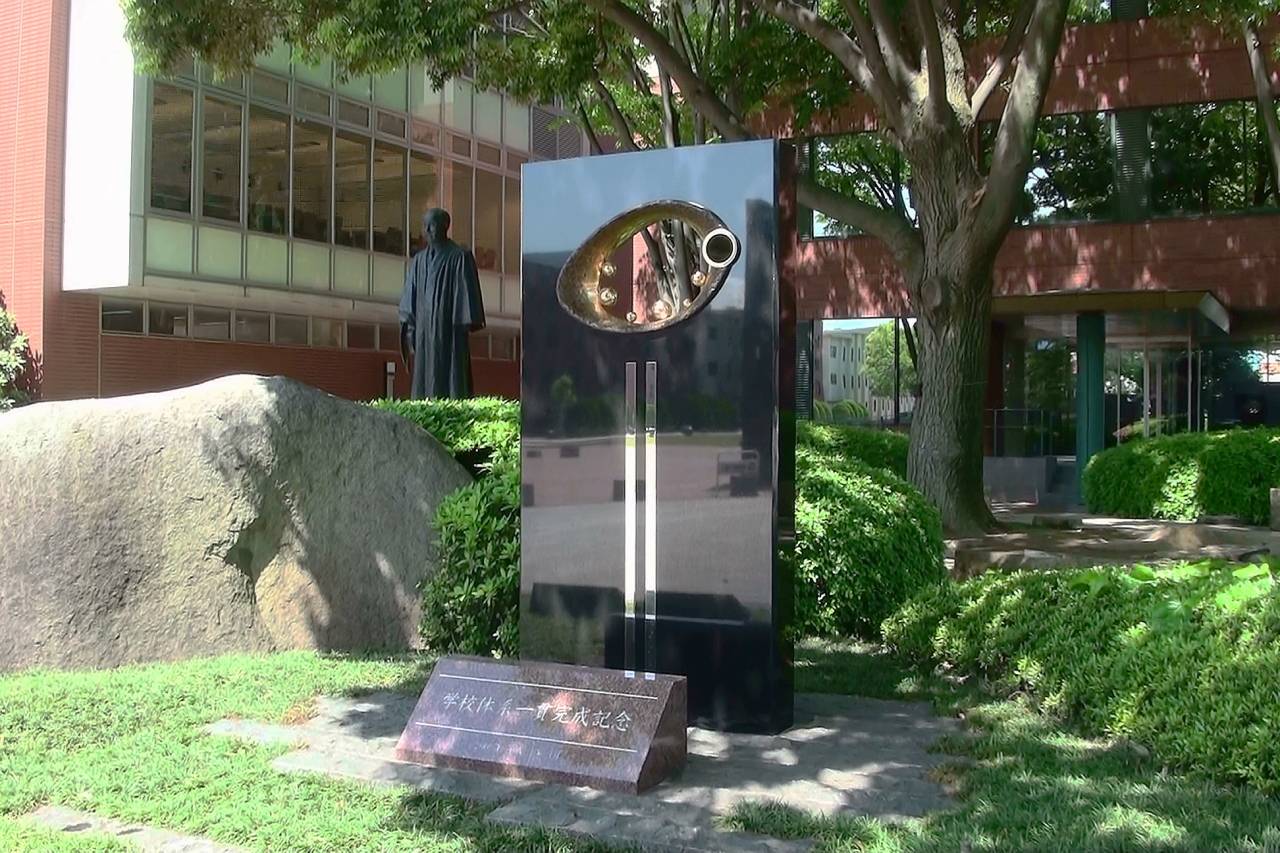
学校体系一貫完成記念碑

- 1957年 - 山梨学院短期大学附属小学校として設置認可開校。
- 1961年 - 児童募集停止。
- 2003年10月31日 - 山梨学院大学附属小学校として設置認可。
- 2004年4月6日 - 開校。
- 2006年 - 文部科学省研究開発学校指定。（キャリア教育）
- 2010年3月20日 - 第一回卒業式。これにより同学校法人による学校体系一貫が貫徹される。
- 2010年 - 文部科学省セキュリティーモデル校指定。文化庁音楽教育モデル校指定。[1]。
- 2011年 - パナソニック教育財団実践研究助成校指定[9][10]。
- 2012年1月21日 - ソニー教育財団子ども科学教育プログラム2011年度優秀校受賞[11][12]。
- 2012年3月30日 - 小学校専用グラウンド、オクトーバー運動場完成。
- 2013年 - 2回目の文部科学省研究開発学校指定。（科学的リテラシー）
- 2016年4月1日 - 名称が山梨学院大学附属小学校から山梨学院小学校へ変更。

## 教育方針

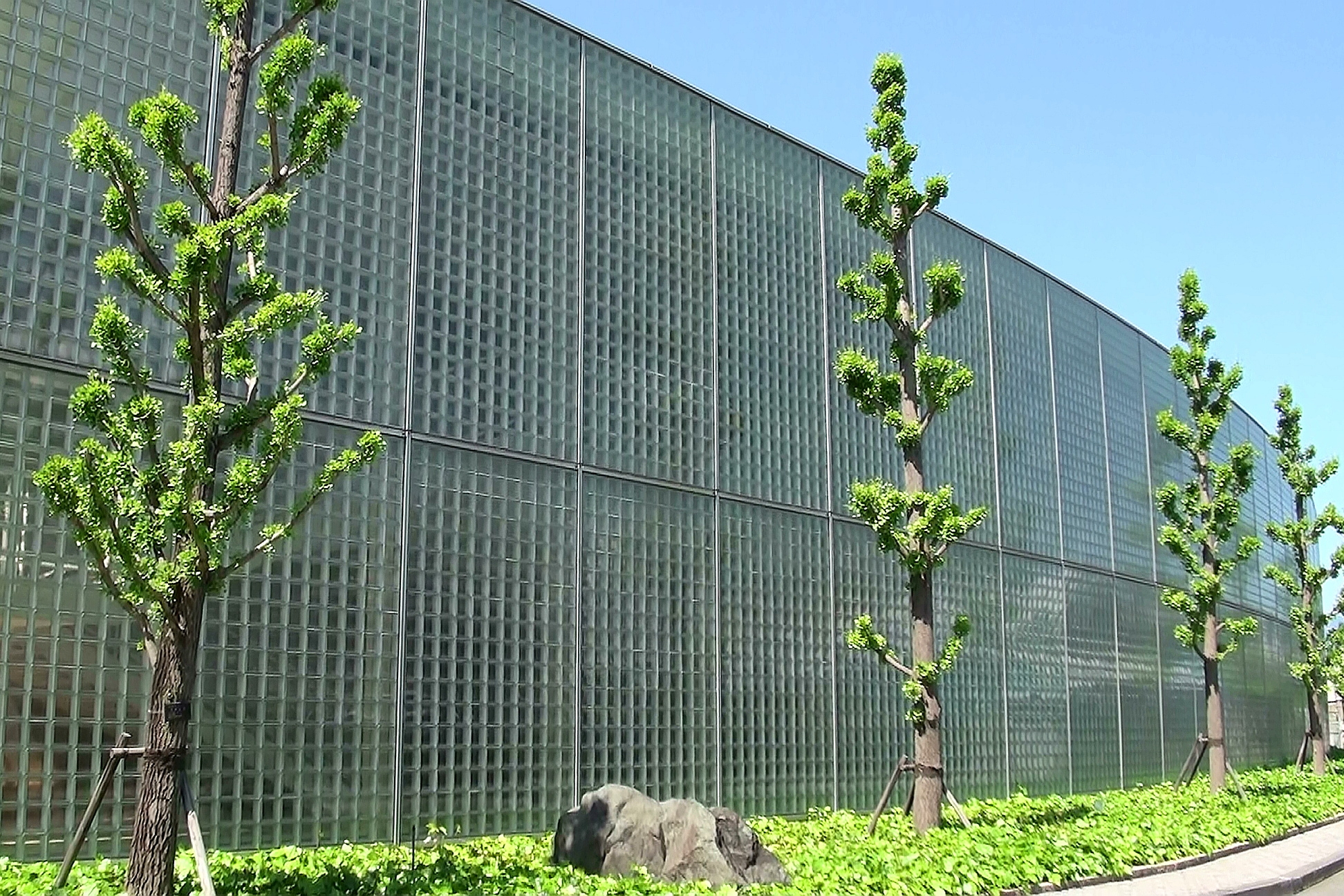
ガラスブロックで作られた、教室棟の外壁面（2010年5月撮影）

- 教育の3つの柱として、“自律性を育てる”、“豊かな想像力をはぐくむ”、“ともに生きることを学ぶ”を理念とし、Less Teaching,More Learning（教師が教え込むのではなく、子どもがより深く学ぶ授業）をキーワードに掲げ、学びの主体は子ども自身であるとの考えのもと、子どもの能力を引き出す環境づくりをしている[13]。また、クラス担任が全ての科目を教えるのではなく、全学年を通じ各教員がそれぞれの専門科目を担当するピーク制をとっている。
- 1年次から専任のネイティブスピーカー講師（複数名）と日本人教諭とのティームティーチングによる英語教育が行われ、曜日や天気が毎日黒板に英語で記されるなど、自然な形で英語に触れる環境を作っており、通常授業はデイスクール、制服はフォーマルウェア、運動会はスポーツフェスティバル、給食当番はランチサポーターなど、学校生活における、さまざまな行事、役割の名称を英語で表現している。ちなみに各学年の2クラスの呼称はそれぞれ、a（class）、b（class）である。
- おもに社会科などの教科では、50インチの電子黒板とiPad（児童2人に対して1台）を連動させ、各種地図や各地域の特徴を捉えた画像、各種統計などをビジュアル面から学ぶタブレット端末を活用した授業を導入している[14][15]。
- 通常の音楽授業に加え、後述するトワイライトスクールをはじめとする、さまざまな音楽教育が行われており、在校児童及び卒業生らによるアマチュアオーケストラ『山梨学院ジュニアオーケストラ』が結成されている[16]。また、「小学校における通年音楽教育プログラム」の一環として、東京ニューシティ管弦楽団[17] による定期的なワークショップが2010年度に行われた[18][19]。
- 保健室にはメンタルヘルスや臨床心理の有資格者（複数名）がメンター[20] として常駐し、担任とチームを組み児童の心理的ケアや学習支援を行っている[21]。
- 教科を領域と呼んでおり、一般的な初等教育で使用される教科（科目）名を使用しておらず、あらゆる科目を総合的に思考する学びを目的とするため、既存の枠組みにとらわれない同校独自の領域（教科）名が付けられている。

| 一般的な初等教育での 教科名     | 算数 | 国語   | 理科 | 社会 | 体育   | 音楽     | 図画工作 | 生活     | 家庭 | 道徳             | 外国語活動 | 書写     | 総合学習                          |
| ------------------------------- | ---- | ------ | ---- | ---- | ------ | -------- | -------- | -------- | ---- | ---------------- | ---------- | -------- | --------------------------------- |
| 同校での領域名 （1学年～2学年） | かず | ことば | -    | -    | からだ | おんがく | びじゅつ | せいかつ | -    | にんげんかんけい | えいご     | しょしゃ | プロジェクト学習 （全学年縦割り） |
| 同校での領域名 （3学年～4学年） | 数   | 言葉   | 科学 | 社会 | 身体   | 音楽     | 美術     | -        | -    | 人間関係         | 英語       | 書写     | プロジェクト学習 （全学年縦割り） |
| 同校での領域名 （5学年～6学年） | 数   | 言葉   | 科学 | 社会 | 身体   | 音楽     | 美術     | -        | 家庭 | 人間関係         | 英語       | -        | プロジェクト学習 （全学年縦割り） |

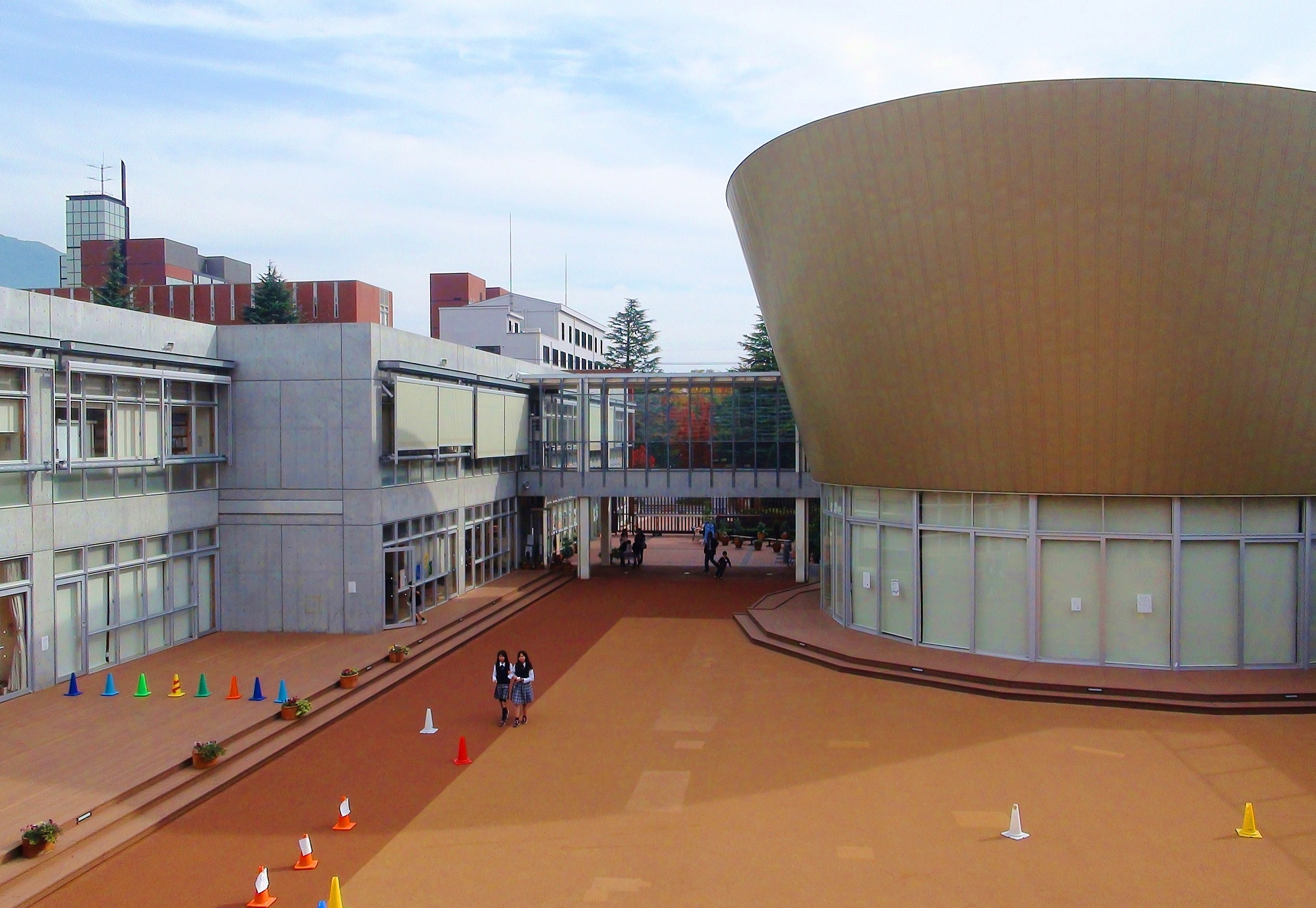
校庭及び教室棟（左）芸術棟（右）

「生きる力」の育成を目的に、2000年（平成12年度）より学習指導要領で段階的に始められた「総合的な学習の時間」に対してのカリキュラムは、1年次から年間100時間（教育課程上の時限）以上の時間を割いており、児童主体発案による1学年から6学年まで全学年縦割りの異学年学習である「プロジェクト学習」と呼ばれる同校独自の課程として行われている。年間を通してさまざまな観点によるプロジェクト学習があるが、主なものとして「スポーツプロジェクト」（一般の運動会にあたる）、「カルチャープロジェクト」（文化祭）、「サミットプロジェクト」（追求型自己学習）の3つが、3大プロジェクトとして、それぞれ10日間から2週間ほどの期間を通して行われる。プロジェクト期間中は通常の授業は基本的に行われず、各自が目標とする課題に集中して取り組む。
なお、前述した文部科学省研究開発学校制度での、同校における研究課題であるアントレプレナー教育の実践は低学年では生活科の一部改変によって、その他の学年では特別活動及び総合学習の一環として行われている。

## 施設設備

### 建築概要

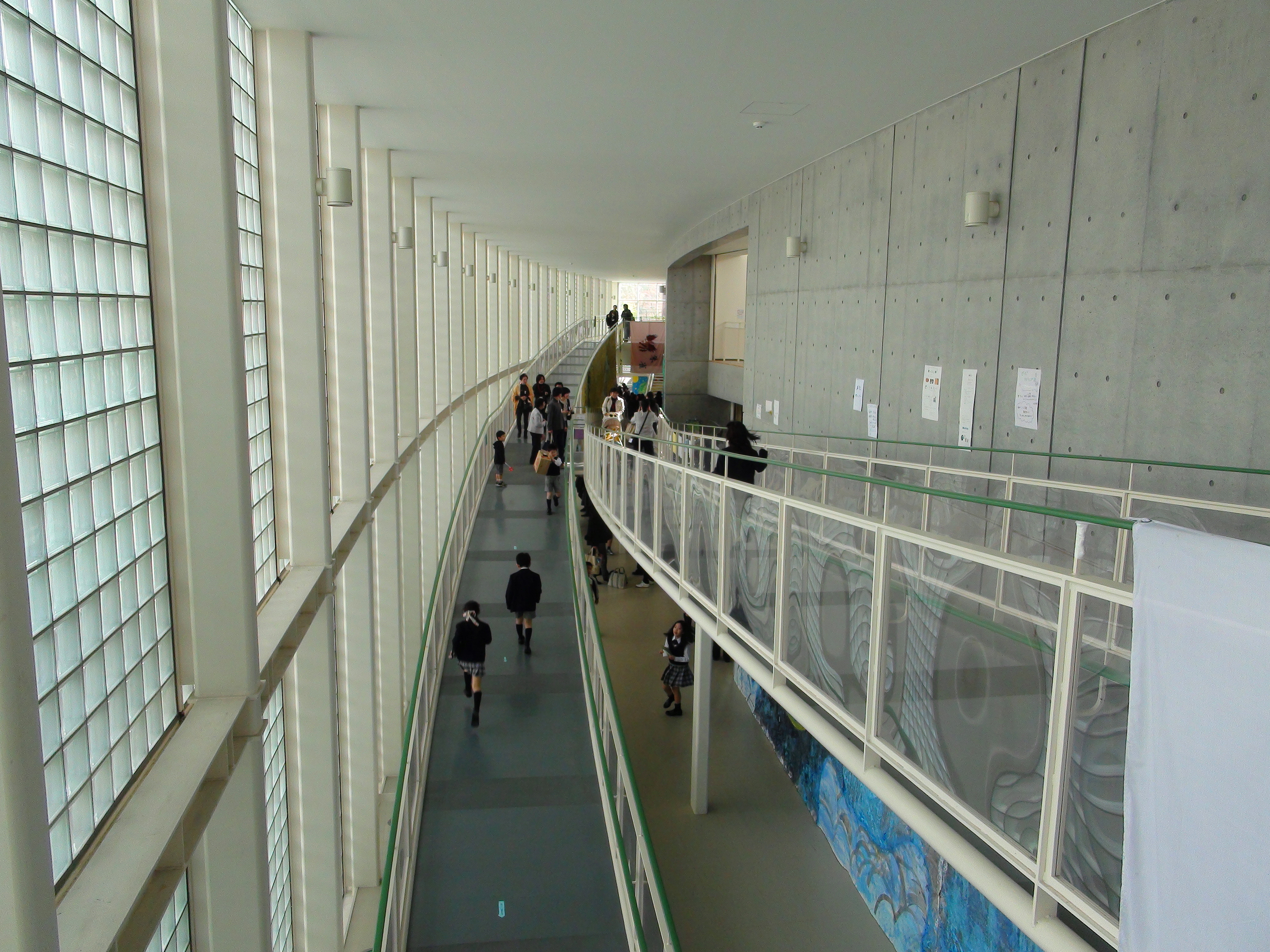
吹き抜けのX字型のスロープ

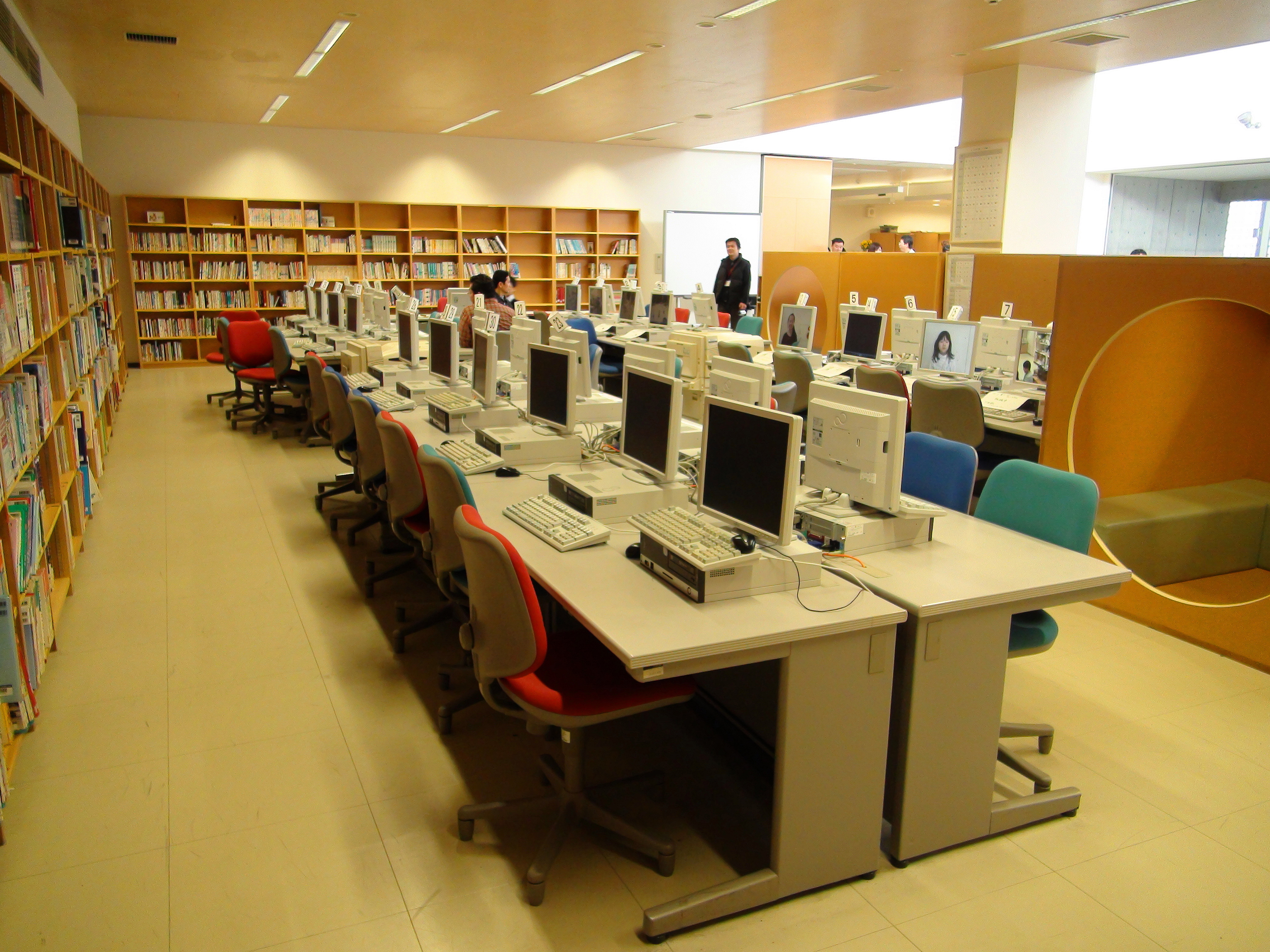
メディアセンター2階

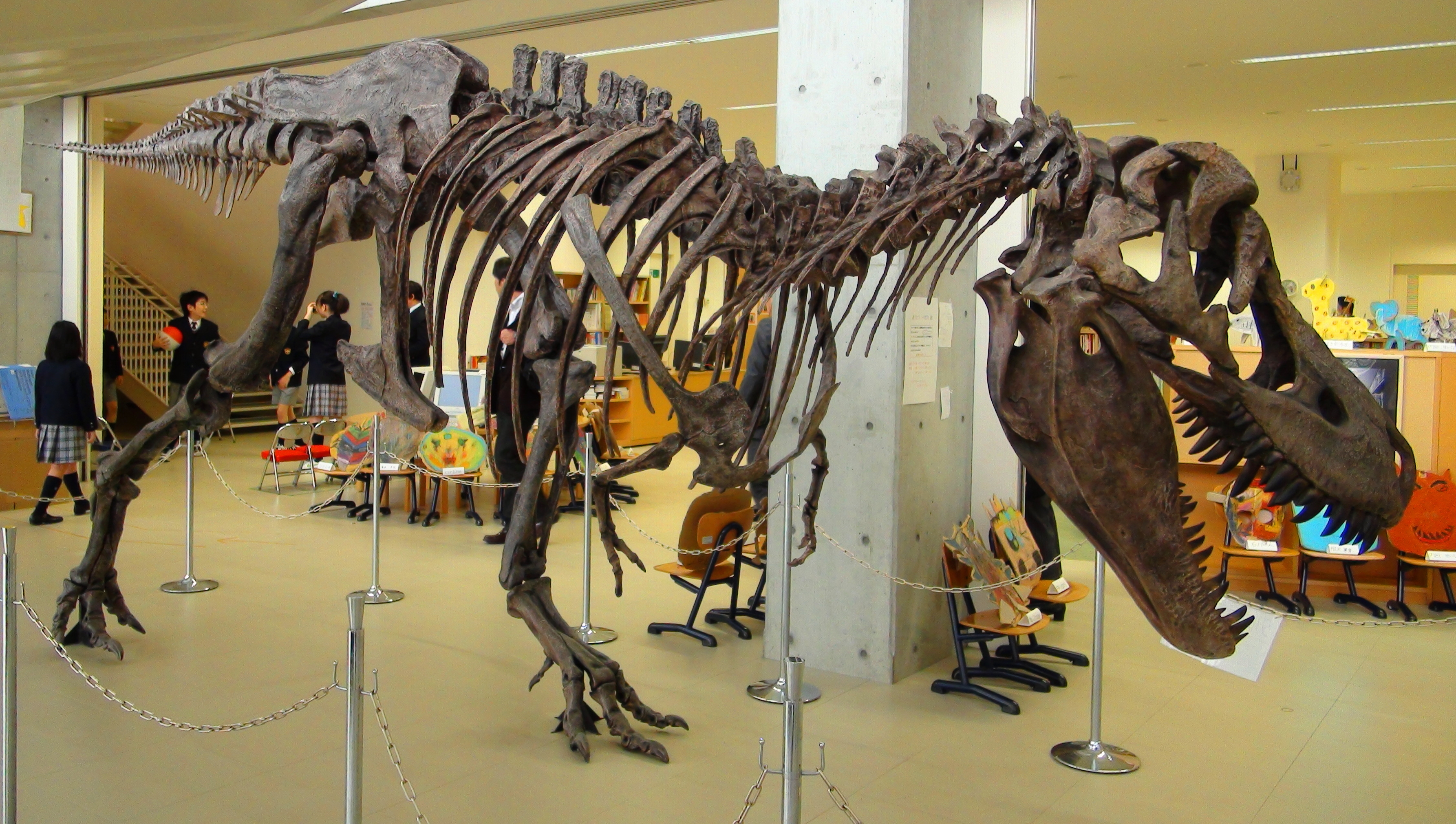
タルボサウルス実物大骨格モデル

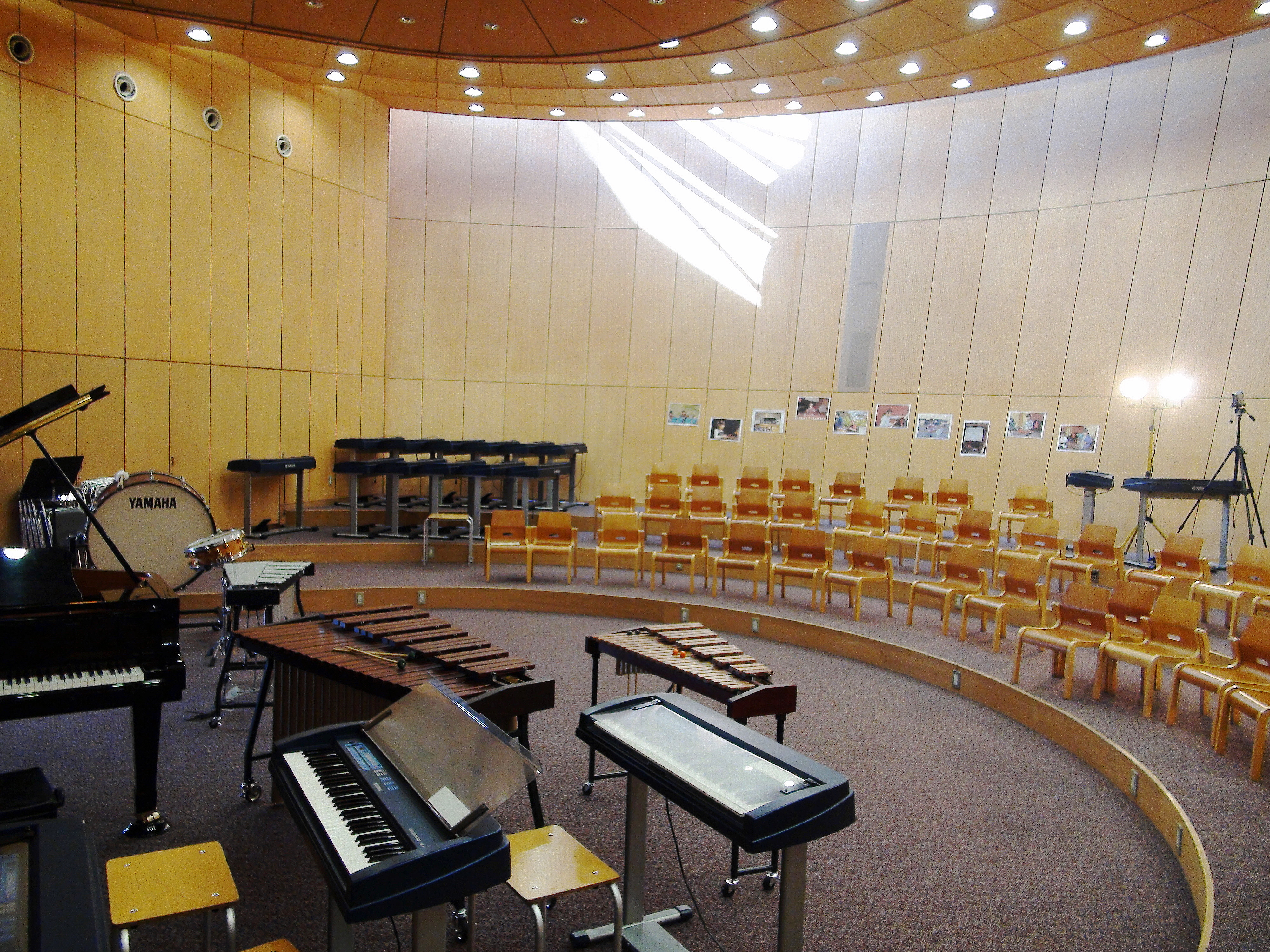
音楽館

校舎及び付随する関連施設の設計・監修はハンガリー共和国エゲル市出身、ブダペスト工科大学（Budapest University of Technology and Economics）建築学専攻修士課程修了の日本で活動する建築家、パルフィ・ジョージ（György Pálffy）によるもので、地上2階地下1階の鉄筋コンクリートRC構造。建築面積4,279.74平方メートル、延べ面積7,352.86平方メートル、総工費約18億5千万円（コンピューター、備品等除く） である。メイン施設である教室棟の北側外壁面は大規模なガラスブロックによるデザイン的 なもので、ブロックを介して採光を屋内に取り入れる設計であるのに対して、教室のある南側の外壁面には輸入品による外付けのロールスクリーンが各教室毎に設置されるなど、随所に意匠をこらした校舎施設は、新建築社が発行する日本の建築デザイン専門月刊誌である『新建築』2005年9月号に掲載 されており、施設だけを見ればおよそ小学校とは思えない斬新なものである。各学年の教室は廊下との間を隔てる壁が無いオープンルームになっており、学ぶ内容によりスライディングウォール（可動壁）で区切ったり、廊下と一体化したスペースを作るなど自在に変化する構造である。

### 各施設
建物は教室棟、芸術棟、体育館棟の3棟から構成されており、3つの棟は回遊性を持たせるために、それぞれの棟の2階部分をウッドデッキ敷きの渡り廊下により回廊状に結んだ構造となっている。

#### 教室棟
教室棟中央部の1、2階それぞれに、一般の学校で言う図書室（メディアセンター）が配置され、10,000冊以上の書籍やDVD、100台を超えるパソコンがあり、児童はこれらのメディア媒体（校内は無線LANが完備されている）を、さまざまな領域の授業で検索に活用するなどメディアリテラシー教育 が行われており、メディアセンターには児童の読書を促すためのベンチ、畳スペース、人工的なほら穴（穴ぐらユニット）などが設置 されている。また、1・2階をX（エックス）状のスロープで結ぶ吹き抜け部には、コロンブスがアメリカ大陸の発見に用いたサンタ・マリア号のレプリカ（児童が船内に入れるほどの大きさである）や、肉食恐竜（タルボサウルス/Tarbosaurus）の実物大骨格モデルがある。

#### 体育館棟およびオクトーバー運動場
体育館（スポーツ館）の内部はバスケットボールコート1面、ならびにバドミントンコート3面を備え、壁面にはクライミング・ウォール（ボルダリング・インドアクライミング）が設置されている。また、体育館の床面は屋外の校庭（プレイコート）と段差のないフラットな設計になっており、シャッターを開放することによって、校庭と体育館内部は一体的な空間を作ることも可能である。この校庭は山梨県の小学校では珍しい全面ゴムチップ透水性舗装（クレー舗装）となっており、プレイコートと繋がる南側には、小学校専用の運動場であるオクトーバー運動場がある。オクトーバー運動場は2012年3月に竣工し、縦40メートル、横80メートル、約4300平方メートルの全面にロングパイル人工芝 が敷かれており、夏期の熱中症対策のために、ミストシャワー噴射装置が深さ3.2センチの地中に設置されており、合計28ヶ所の噴射装置から霧を噴射することにより、地表の温度を10-20度下げる構造になっている。日本国内での人工芝散水システム導入例は、大阪体育大学ラグビー場、慶応大学アメフト場に次いで3例目であり、日本全国の小中学校で初めて採用された。

#### 環境館および芸術棟
理科室（環境館）は、熱帯魚（アロワナ）の泳ぐ大型水槽（アクアリウム）や各種実験器具、昆虫・鉱石・化石など、さまざまな標本が備えられている。また、オクトーバー運動場に隣接して水生生物を観察するビオトープが設置されている。
陶芸用のろくろや窯、グラフィック作図専用パソコン・カラープリンターなど、手芸・クラフト作業に特化した美術室（芸術館）は、北側に面するふたつの大きな正方形の窓を介して採光を確保しつつも、絵画等への直射日光に配慮した設計になっており、パリにあるような屋根裏のアトリエをイメージしたものであると設計者によって語られている。
音楽室（音楽館）の外観は、すり鉢状の逆円錐形になっており、音楽室内部はグランドピアノを中心に30台（1人1台）の電子オルガンが並ぶ円形階段構造であり、さらに全4室の個室ピアノ練習室を備えている。このようにハード面が充実しているのも特徴である。これらの施設設備は授業等の行われていない時は児童が自由に使用することができる。

#### カフェテリア
専属の管理栄養士による給食制で、カフェテリア（約300人収容）に1年生を除く 2学年から6学年までの児童が一同に集まり給食をとる。カフェテリアは大型ガラス引き戸を介して屋外のウッドデッキスペースと繋がっており、天気の良い日には屋外で給食をとることも可能である。給食の配膳や後片付けは当番制で児童自ら行い、児童のみならず、教員も同じテーブルで同じものを食べるなど、食育とコミュニケーションを重視している。

#### 法人施設の活用
隣接する敷地にある山梨学院大学の各種施設（系列幼稚園と共用の菜園『アルテアこどもファーム』、室内プール、多目的ホール、ホッケースタジアム、模擬法廷など）を活用している。

## 学校行事
| - 4月 ・入学式 ・ウェルカムプロジェクト ・新学年プロジェクト ・前期始業 - 5月 ・スポーツフェスティバル及びプロジェクト - 6月 ・山梨学院創立記念日 ・卒業旅行（修学旅行）3泊4日 6年生（北海道/釧路湿原・知床半島） | - 7月 ・オペレッタ鑑賞会 ・サマースクール『1泊2日宿泊学習』 （5学年のみ2泊3日） 1年生（同校校内） 2年生（甲府市愛宕山県立施設） 3年生（北杜市清里高原県立施設） 4年生（上野原市棡原 （ゆずりはら）県営施設） 5年生（新潟県妙高市妙高高原国立施設） ・夏休み - 8月 ・夏休み - 9月 ・前期終業 | - 10月 ・後期始業 ・遠足 1年生（富士見パノラマリゾート・入笠山） 2年生（御岳昇仙峡） ・社会見学 3年生（富士山北麓地区） 4年生（国中地方） 5年生（国会議事堂） - 11月 ・オクトーバーフェスティバル及びプロジェクト ・小中学生のためのクラシックコンサート - 12月 ・イルミネーションツリー点灯式 ・アントレプロジェクト ・クリスマス会 | - 1月 ・ウィンタープロジェクト ・伝承遊びプロジェクト - 2月 ・学習カリキュラムセンター大会 ・スケート教室（山梨県小瀬スポーツ公園アイスアリーナ） - 3月 ・ラジオプロジェクト（大学構内にあるコミュニティ放送局、エフエム甲府で実際に番組を作り放送している。） ・後期終業 ・卒業式 |

## 付帯施設

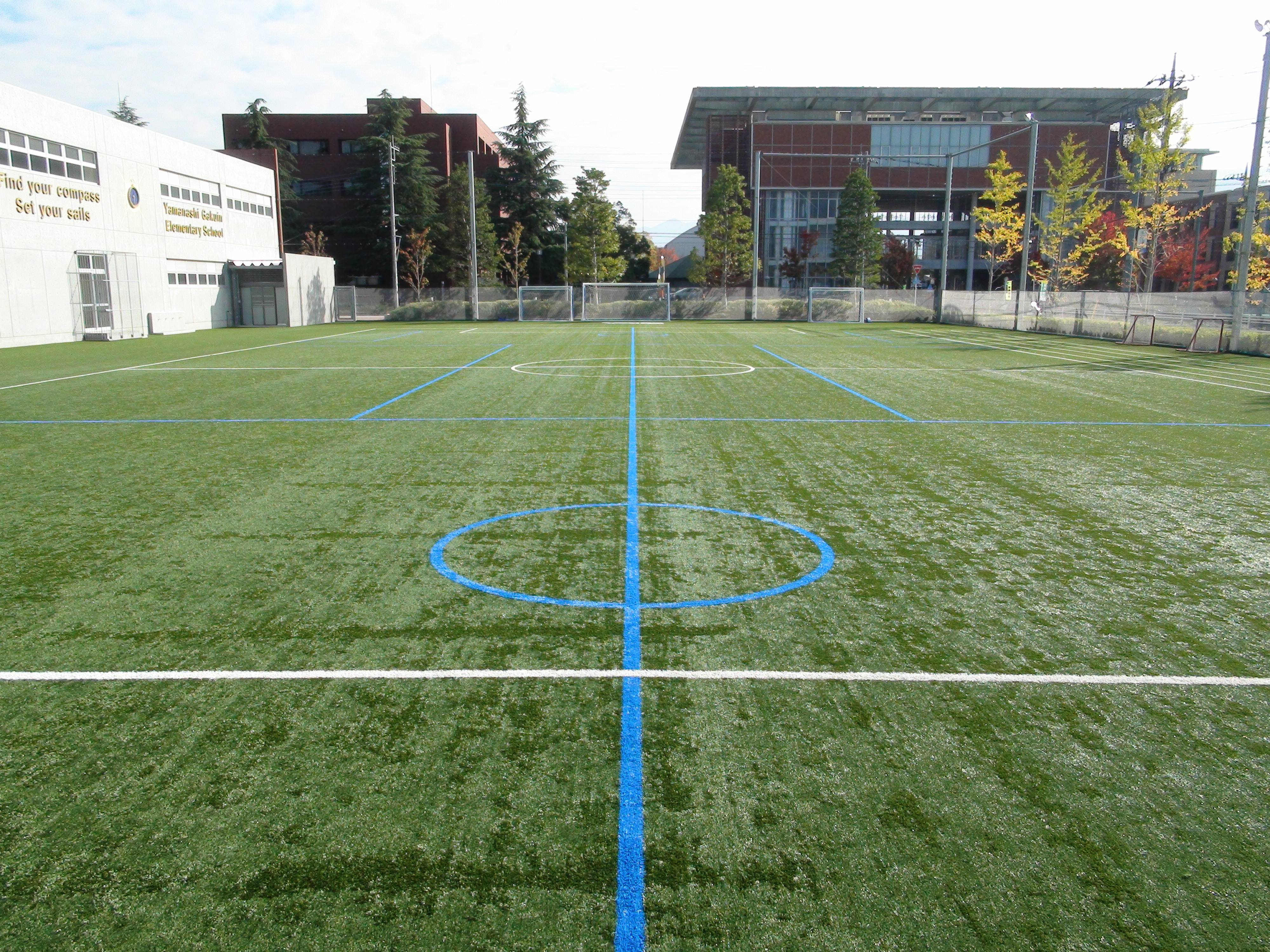
全面人工芝のオクトーバー運動場

### トワイライトスクール
放課後開放事業として、トワイライトスクール（略称TS）が校内に設置されており、在校児童以外の小学生にも受講を開放している。
これは一種の学童保育とも言えるが、内容は先進学習、国際理解（英語、フランス語、中国語、国際協力機構出張講座）、音楽（各種楽器、ソルフェージュ）、各種スポーツ、思考ゲーム（将棋、チェス等）など多岐に渡っており、受講児童は週1日から週5日までのコースを任意に選択し、在校児童は通常授業終了後、最終的に18時40分まで過ごす（定時以前の帰宅も可）。
TSの講師陣には同校教員だけでなく、学校の母体である山梨学院大学の教授、外部からの講師など、実績のある指導者があたっている。

#### 主なTSのプログラム
TSは登録日（曜日毎）であれば、基本的に誰でも受講可能な『基礎プログラム』（毎時限開講）と、より専門的な内容である為に、事前に定員を定め受講者が限定される『専科プログラム』に分けられている。また、夏休みの期間中も一部の日程において昆虫採取、ザリガニ釣り、大学シアターでの映画鑑賞など特別プログラムが行われる。以下に主なTS講座名を記載するが全てではなく、基礎、専科とも期間限定、不定期のものを含む。

##### 主な基礎プログラム
| - 英語であそぼう - 中国語であそぼう - フランス語であそぼう - JICA（国際協力機構）出張講座 （個別の途上国の実情などをJICA職員が紹介する。） | - 宿題指導 - 計算道場 - 漢字道場 - お習字入門以前 - 硬筆習字入門 - そろばん入門以前 | - 声優入門 - ヴァイオリン練習指導 - フルート練習指導 - カメラマン体験 - スナッグゴルフ - ギター入門 | - 将棋の基礎 - 伝承遊び - エアロビクス - 一輪車 - お菓子作り - アクセサリー作り | - 親子フィッシング教室 - 親子スキー教室 - サッカー - 野球 - チェス - オセロ |

##### 主な専科プログラム
| - 英会話少人数レッスン（進度によって6クラスに分かれる） - 英語活動レッスン - 中国語活動レッスン | - 先進学習（4学年以上対象） - 将棋道場（日本将棋連盟公認指導員による） - 絵画・造形レッスン | - 音楽活動・ソルフェージュ - ピアノ個人レッスン - ヴァイオリン個人レッスン - フルート個人レッスン（3学年以上対象） | - ベーシックスポーツ（1・2学年対象） - トライアルスポーツ（3学年以上対象） - ダンス＆スポーツ（3学年以上対象） | - サッカー（3学年以上対象） - ホッケー（5学年以上対象） - スイミング（全学年対象） |

#### 著名なTSの講師
| - 上田誠仁（陸上競技） - 剣持英紀（陸上競技） - 高田裕司（レスリング） - 塚田雄二（サッカー） | - 愛河里花子（声優・アフレコ） - 木ノ脇道元（フルート） - 宮松重紀（指揮） | - 小野惠子（ピアノ） - 藤井亜紀（ピアノ） - 千葉純子（ヴァイオリン） |

### 学習カリキュラムセンター
同校の教育実践をたえず振り返り、より優れた教育実践を考案・開発するための研究組織「学習カリキュラムセンター」が付帯施設として設置されている。具体的には学習カリキュラムモデルの提案、委託研究事業の推進、研究開発学校事業の推進等のカリキュラム開発、授業改善の推進、定期的な授業研究の実施、客員研究員の指導による研究公開授業の実施等の授業改善、出版を通じた研究成果の公開、公開研究大会の実施、研究紀要の発行等の研究公開を行っており、同校の教員はもとより、山梨学院大学、及び同短期大学の教員も常任研究員として加わっている。また外部から著名な教育研究者を客員研究員として招聘している。

#### センター長
- 田中智志　東京大学大学院教育学研究科教授、山梨学院小学校教育顧問、同校初代校長（開校-2010年3月）

#### 客員研究員
- 2014年4月現在

| - 生田久美子 田園調布学園大学副学長 - 橋本美保 東京学芸大学大学院教育学部教授 | - 松下良平 金沢大学大学院教授 - 松下佳代 京都大学高等教育研究開発推進センター教授 | - 山名淳 京都大学大学院教育学科研究科准教授 - 日置光久 東京大学海洋アライアンス海洋教育促進研究センター特任教授 |

## 交通機関
- JR酒折駅より徒歩5分。
- JR善光寺駅より徒歩15分。
- 甲府駅より山梨交通バス90系統御所循環行、91系統山梨英和大学行、98系統石和温泉駅行、99系統県立博物館、富士急バス富士山駅行、下黒駒行に乗車、山梨学院大学バス停で下車し徒歩3分。
- 石和温泉駅より山梨交通バス98・99系統敷島営業所行、98系統甲府駅行に乗車、山梨学院大学バス停で下車し徒歩3分
- 富士山駅、河口湖駅より富士急バス甲府駅行に乗車、山梨学院大学バス停で下車し徒歩3分

## その他

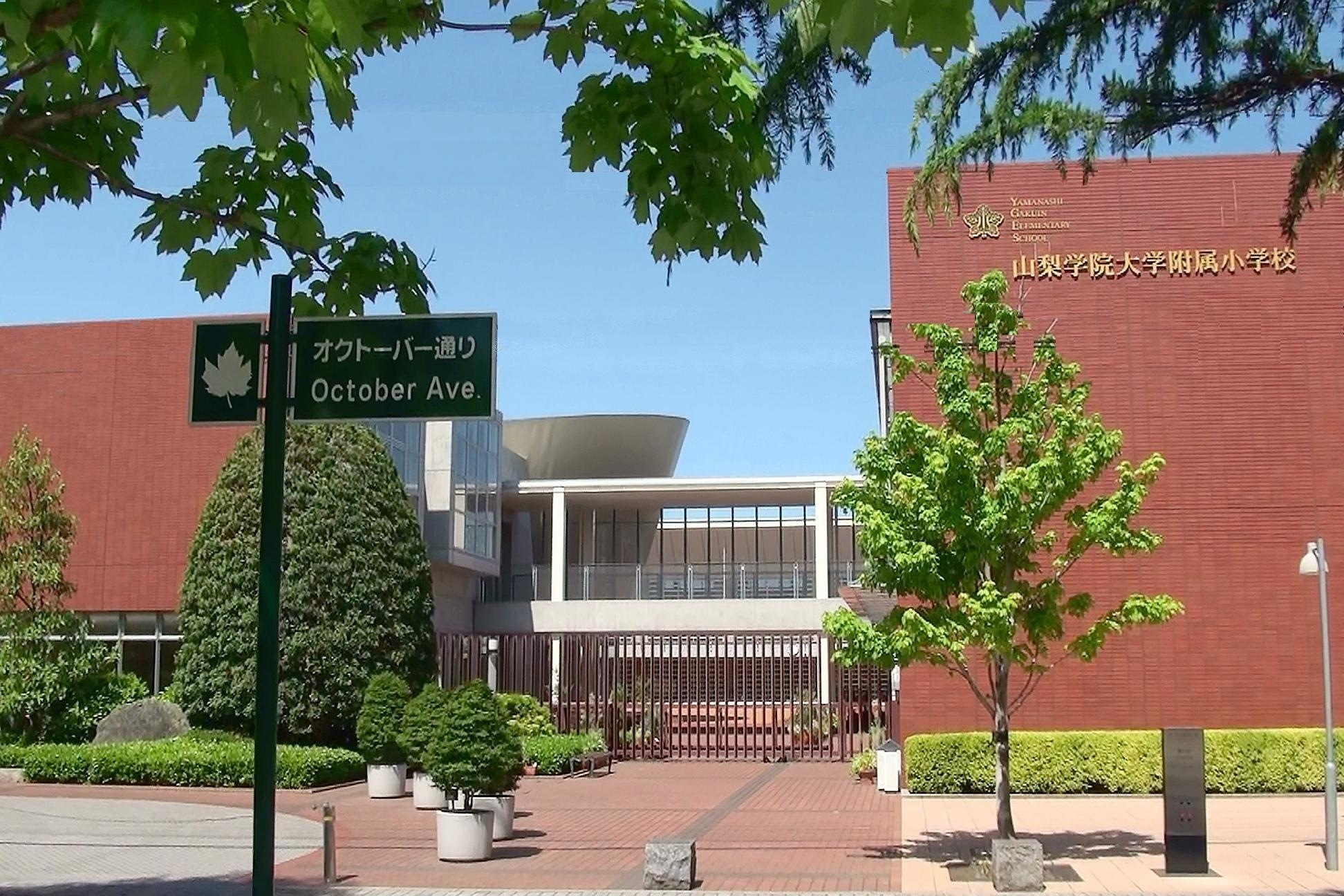
オクトーバー通り越しに望む小学校正面（2010年5月撮影）

- 1日あたりの授業時間が公立校と比較して多いことや、二学期制を取り入れ形式的な行事などを極力省く[注釈 9] ことで、学校週5日制をとりながらも、新学習指導要領で定められた時間を超えた授業時間を確保している[注釈 10]。
- 1学年につきクラス定員は33名×2クラス、1・2・3・4年生のクラスは複数担任制で、1学年につき4名の教員を配置（5・6年生は2クラスで教員3名）、ほとんどの主要教科の授業で複数名の教員によるティームティーチングを導入している。
- 開校当初よりノーチャイム制を導入しているが、これは前述した同校の教育の3つの柱のひとつ“自律性を育てる”の考え方に基づいたものである。チャイムに代わり校内のいたる所に時計が設置されている[33]。
- 教員組織における特徴として、新任教師であっても学校職員充て職としての概念でなく、純粋に主任としての権限･能力が求められており、いわゆるヒエラルキー型の組織ではなく、学年毎、教科毎に組織されたユニット型組織になっている。このような目的のために、通常の小学校にあるはずの職員室がそもそも存在せず、学年毎、教科毎に教員専用スペースが確保され、このうち各学年毎の教員スペースはオープンスペースを介して児童の過ごす教室と、カウンター形式で向かい合った構造になっている[34]。
- セキュリティーに関しては、学校周辺に監視カメラを複数台設置しモニタリングを行い、万一不審者等の情報があれば保護者へメール配信などを行い注意喚起を促している。登下校の際にも、バス停、JR各駅（酒折駅、善光寺駅）と学校との往復に必ずスタッフが付き添うなどの安全対策を実施している。また、外部からの不審者を完全にシャットアウトできるように出入り口は正面玄関（電子ロック式）のみとし、出入り口のすぐ脇に位置する学校事務局は全面ガラス張りで造られており、内部より職員が常に人の出入りを確認できる構造になっている。訪問者はたとえ保護者であっても保護者認証IDカードが必要である。
- 児童用男子トイレに小便器が無く、全て個室洋式トイレである。男女共学小学校のトイレに男子用小便器が無いのは全国的にも稀で[35]、フジテレビ系列FNNスーパーニュースWEEKEND、2009年10月24日の放送及び、日本テレビ系列スクール革命!、2010年10月17日の放送で紹介された[36]。
- 学校内は高学年(4年)からセイコーエプソンの最新機器のプロジェクターを各教室に設置している。このプロジェクターは専用のペンを持ちシートの上でかくと文字が書けるというものだ。

## 系列校
- 山梨学院大学
- 山梨学院短期大学
- 山梨学院中学高等学校
- 山梨学院幼稚園